# Alexander Lake (Connecticut)
Der Alexander Lake ist ein See im Stadtbezirk Danielson der Stadt Killingly, Windham County, Connecticut. Man findet häufig die Schreibung Alexander’s Lake. Der indianische Name ist Mashapaug.
Der See ist für die Öffentlichkeit über die Ufer nicht zugänglich, da die umliegenden Grundstücke in Privatbesitz sind. Zwar reichen die Häuser und Gärten nicht an das Seeufer, es gibt jedoch eine Baum- und Strauchbepflanzung bis zum Ufer als Schutzzone zwischen dem See und den Häusern. An der südöstlichen Küste gibt es eine Möglichkeit, ein Boot zu Wasser zu lassen. Dieses darf jedoch nicht über einen Motor von mehr als 196 cm³ verfügen.

## Geschichte
Der indianische Name des Sees ist Mashapaug. Dies ist ein häufiger indianischer Gewässername. Nach einer Sage der Nipmuck wurde bei einer Zeit des Wohlstandes durch gute Jagd ein Powwow abgehalten. Als Ort dafür wurde ein sandiger Hügel mit hohen Kiefern ausgesucht. Die Wildheit der schon vier Tage dauernden Feier erzürnte den Great Spirit so, dass er den Hügel tief absinken ließ. Alle Indianer ertranken durch hochschießendes Wasser außer einer guten alten Frau, die je nach Nacherzählung der Sage auf dem Gipfel oder einer der höchsten Stellen saß. An dieser Stelle befindet sich heute eine Insel namens Loon's Island.
Den Namen Alexander Lake hat das Gewässer von Nell-Ellick Saunders, der später den Namen Alexander annahm, einem schottischen Hausierer, der sich 1720 in Killingly niederließ. Da ihm große Grundstücke im Seegebiet gehörten wird der See noch häufig Alexander’s Lake genannt. Gebräuchlich sind für den See auch die Namen Great Pond, Mashapaug Pond, Mashipaug, Sanders Pond und Saunders Pond.
1903 eröffnete Connecticut Electrical Railway am Seeufer eine Freizeiteinrichtung, den Wildwood Park, der bis Mitte der 1980er-Jahre sehr populär für Familienurlaube war. Eine Straßenbahnlinie wurde eröffnet, die den Wildwood Park mit den umliegenden Orten verband. Zuerst war Schwimmen im See verboten, da er als Vorratsbecken für das Kilinglyer Industriegebiet Williamsville mit den dortigen Niederlassungen von zum Beispiel der Goodyear Tire & Rubber Company diente. Man konnte den See jedoch auf kleinen Booten befahren. Das Schwimmen wurde später erlaubt.

## Flora und Fauna

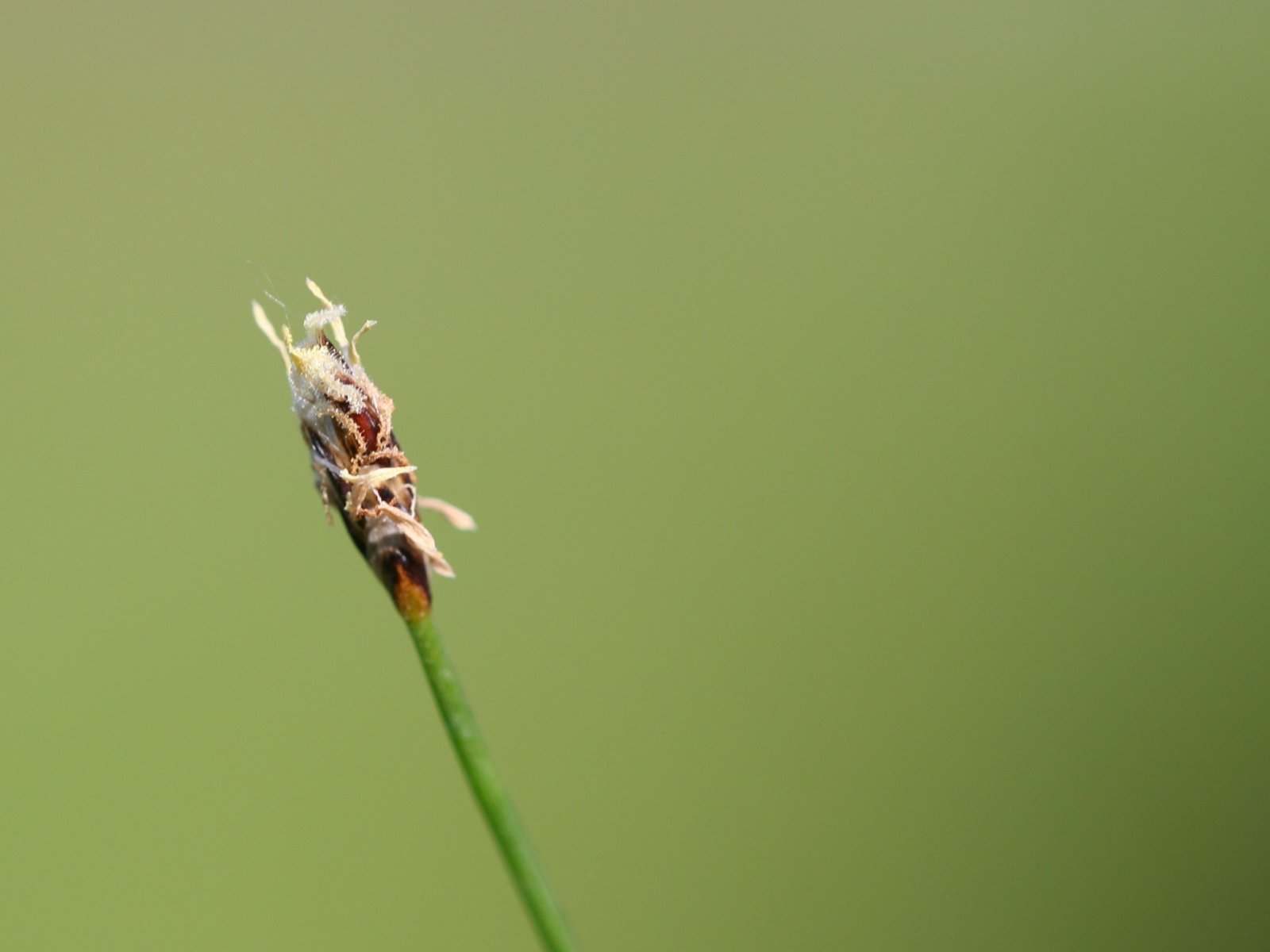
Beispiel der Blüte einer Nadel-Sumpfbinse, der im See am häufigsten vorkommenden Pflanze

### Flora
Im Juli 2005 wurde von der staatlichen Connecticut Agricultural Experiment Station eine Pflanzenzählung durchgeführt. Die am häufigsten gefundene Pflanze im See ist die Nadel-Sumpfbinse, eine Sumpfpflanze, die zu den Sauergrasgewächsen gehört. Am Rande des Sees, in flachem Wasser, trifft man auf Süßgraspflanzen der Art Eriocaulon aquaticum gemeinsam mit dem Tännelgewächs Elatine minima, dem Gnadenkraut Gratiola aurea und Pfeilkräutern. Ein Neophyt im See ist das Gauklerblumengewächs Glossostigma cleistanthum, welches man in dichtem Wuchs im ganzen See in bis zu zwei Meter tiefem Wasser findet. Genauso häufig ist das Nixenkraut Najas guadalupensis. Seltener findet man die Laichkräuter Potamogeton bicupulatus, Potamogeton epihydrus, das Gewöhnliche Zwerg-Laichkraut, den Gewöhnlichen Wasserschlauch, das Brachsenkraut Isoëtes acadiensis, die Tausendblätter Myriophyllum humile und Myriophyllum tenellum sowie Algen und das Wilder Sellerie genannte Froschbissgewächs Vallisneria americana. Von Pflanzen auf der Wasseroberfläche kommt in kleinen vereinzelten Buchten des Sees die Stierkopf-Teichrose und die Wohlriechende Seerose vor. Die Sichttiefe nach Secchi betrug bei der Zählung 5,8 Meter, der Sauerstoffgehalt in 15 Meter Tiefe 4,1 mg/L bei einer Temperatur der Wasseroberfläche von 24,6 Grad Celsius und einer Temperatur von 13,5 Grad Celsius in 15 Metern Tiefe. Der Boden des Sees besteht aus Sand, das Wasser ist ungewöhnlich klar.

### Fauna
An Fischbestand findet sich im Alexander Lake unter anderem Amerikanischer Flussbarsch, Amerikanischer Seesaibling, Bachforelle, Bachsaibling, Blauer Sonnenbarsch, Forellenbarsch, Gemeiner Sonnenbarsch, Katzenwels, Kettenhecht, Regenbogenforelle und Schwarzbarsch.